# Isusovo raspeće
Isusovo pogubljenje je događaj koji se dogodio u 1. vijeku, a tokom koga je Isus uhapšen, suđen te bičevan i konačno pogubljen razapinjanjem na krst. Isus je pogubljen po naređenju Pontija Pilata, prefekta rimske provincije Judeje (od 26. do 36. godine). Umro je razapet na krstu, što je bio jeziv i ponižavajući način kojim su Rimljani kažnjavali pobunjenike. Svi se ti događaji zajedno nazivaju pasija ili stradanje Isusovo.
Isusovo razapinjanje je opisano u sva četiri jevanđelja, kao i u nekim istorijskim tekstovima Isusovih savremenika, zbog čega se smatra stvarnim, istorijski dokumentovanim događajem. Hrišćanska tradicija prikazuje da je Isus pogubljen na zahtev jevrejskih starešina, koji su njegovo učenje smatrali bogohulnim. Istorijski, izgleda da je Isus pogubljen kao potencijalni uzročnik nereda. Pošto su jevanđeljski opisi Isusovog hvatanja, suđenja i pogubljenja prožeti hrišćanskom teologijom, može se reći da je za istoričara gotovo nemoguće da rekonstruiše šta se zaista desilo.
U hriršćanskoj teologiji, Isusovo iskupljivačko mučeništvo i smrt predstavljaju temelj doktrine o spasenju. Hrišćani u Isusu vide Mesiju i smatraju da je njegova smrt bila nužna za oprost greha, na čemu se temelji doktrina o okajanju.

## Hronologija

### Neredi
Isus i njegovi sledbenici su napustili Galileju i krenuli na pashu u nekadašnju prestonicu Davidovog carstva, grad Jerusalim u Judeji. Najverovatnije s proleća 30. godine naše ere, Isus stiže u Jerusalim za vreme praznika Pashe, kojim se obeležava ranije oslobođenje Jevreja iz egipatskog ropstva i kada su političke i verske prilike bile napete. Jerusalim je u vreme praznika Pashe bio krcat hodočasnicima, kojih je prema nekim procenama bilo između 300.000 i 400.000. Kada je ušao u grad, tvrdio je da autoritet koji pronosi dolazi od Boga, te su ga neki prepoznali kao mesiju, dugo iščekivanog oslobodioca.
Isus je propovedao u Jerusalimu, i izazvao nemire u hramu. Doveo je u pitanje verski autoritet Hrama, poremetivši tokove profitabilne trgovine koja se tamo odvijala tokom hodočašća. On je govorio da će hram biti uništen i da od njega neće ostati “kamen na kamenu”. Događaji u hramu su privukli pažnju vlasti, jer su procenili da Isus apokaliptičnim govorima može lako zagrejati masu okupljenu za praznike.
Prema predanju, stariji pripadnici sveštenstva su ispitivali Isusa, ali je on njihov autoritet osporio, nakon čega je predat rimskoj vlasti, namesniku Pontiju Pilatu, koji ga je smatrao figurom koja donosi nevolje.

### Hapšenje
Isus je uhapšen ubrzo nakon nemira izazvanih u jerusalimskom Hramu. Uoči hapšenja ga je izdao jedan od njegovih učenika, Juda Iskariotski, što je potvrđeno u mnogim izvorima i smatra se verodostojnim događajem. Nije sasvim jasno kakve je informacije Juda mogo pružiti vlastima. Bart Ehrman smatra da je Juda vlastima preneo ono što im je Isus nasamo govorio, da će postati kralj dolazećeg kraljevstva. Drugi smatraju da im je otkrio kako da bez buke uhapse Isusa.
Održavanje reda je bio jedan od primarnih zadataka jevrejskog prvosveštenika, postavljenog od rimskih vlasti, i kojima je za svaki veći izgred lično odgovarao. Naučnici smatraju da je prvosveštenik, uz pomoć sadukejskih čuvara hrama, uhapsio Isusa zbog izazivanja pobune i nereda, i predao ga rimskim vlastima.
Jevanđelja prenose da su se muški učenici razbežali usled hapšenja, te su Isusovom pogubljenju prisustvovale samo žene.

### Suđenje
Sva četiri kanonska jevanđelja prenose da je Isus pogubljen na zahtev sanhedrina, a po naređenju Pontija Pilata. Marko i Mateja pominju dva odvojena suđenja, Luka jedno a Jovan nijedno.
Neki naučnici smatraju da je suđenje Isusu izmišljeno, ili da su bar dijalozi izmišljeni jer niko od Isusovih sledbenika nije prisustvovao suđenju da bi ga mogao preneti. Fredriksen i Catchpole dokazuju da se mnogi navodi iz jevanđelja nisu mogli dogoditi: prema jevrejskom pravu, sud nije mogao zasedati noću niti na glavne praznike; Isusova tvrdnja da je mesija nije činila bogohuljenje; optužbe protiv Isusa koje jevanđelja navode nisu povlačile smrtnu kaznu prema jevrejskom pravu; čak i da je Isus osuđen na smrt od sanhedrina, kazna bi bila smrt kamenovanjem (kao u slučaju Stefana Prvomučenika i Jakova Pravednog) a ne raspeće.

### Razapinjanje
Isus je pogubljen po naređenju Pontija Pilata, prefekta rimske provincije Judeje (od 26. do 36. godine). Umro je razapet na krstu, što je bio jeziv i ponižavajući način kojim su Rimljani kažnjavali pobunjenike.
Naučnici zaključuju da je Pilat pogubio Isusa kao javnu smetnju, verovatno u saradnji sa lokalnim jevrejskim vlastima. John Dominic Crossan ističe da je učestala upotreba reči “kraljevstvo”, odnosno “carstvo”, sama po sebi na Isusa skrenula pažnju rimskih vlasti, i da je svaki govor o obnovi jevrejske monarhije smatran pobunjeničkim pod rimskom okupacijom. Rimljani su, izgleda, smatrali Isusa prevratnikom, jer su na njegov krst stavili natpis sa optužbom »Kralj judejski«.

### Učenje o vaskrsenju
Hrišćanska tradicija prenosi da je Isus nekoliko dana nakon pogubljenja ustao iz mrvih. Neki od Isusovih sledbenika bili su uvereni da ga je Bog vaskrsao iz mrtvih i da im se ukazao kao živi Gospodar.
Istoričari pokušavaju da utvrde šta se najverovatnije dogodilo i svako iole verovatno objašnjenje ima prednost nad objašnjenjem da je Isus ustao iz mrtvih, što sa stanovišta nauke predstavlja nemogućnost. Jedno od objašnjenja pruža hipoteza vizije, prema kojoj su neki sledbenici doživeli viziju Isusa nakon njegove smrti, pa se priča raširila po hrišćanskoj zajednici. Drugo objašnjenje je hipoteza ukradenog tela, prema kojoj su Isusovo telo odneli njegovi učenici ili nepoznate osobe. Postoji i objašnjenje je da su navodi o uskrsnuću samo legende nastale decenijama nakon Isusove smrti. Najstarije jevanđelje po Marku pominje samo prazan grob, dok Matej, Luka i Jovan pominju i prikaze uskrsnuća, koji se u nekih navodima ne poklapaju.

## Spoljašnje veze
- Jewish Encyclopedia: Crucifixion: Date of Jesus' Crucifixion
- Jewish Encyclopedia: Jesus of Nazareth: The Crucifixion
- Was Jesus crucified on Wednesday or Friday?